# Pirates of the Caribbean: Dead Men Tell No Tales (soundtrack)
Pirates of the Caribbean: Dead Men Tell No Tales is het soundtrackalbum van de gelijknamige film, ook bekend als Pirates of the Caribbean: Salazar's Revenge. Het album verscheen op 26 mei 2017 op het label Walt Disney Records.
Het album bevat muziek van Geoff Zanelli, die eerder ook al betrokken was aan de vier voorgaande delen als additioneel componist. Zelf werd hij op dit project bijgestaan door Paul Mounsey, Steve Mazzaro en Phill Boucher. Het orkest werd uitgevoerd onder leiding van Nick Glennie-Smith.

## Nummers
Alle tracks gecomponeerd door Geoff Zanelli, tenzij anders vermeldt.
1. "Dead Men Tell No Tales" (1:50)
2. "Salazar" (4:27)
3. "No Woman Has Ever Handled My Herschel" (bevat "He's a Pirate" van Klaus Badelt en Hans Zimmer) (5:58)
4. "You Speak of the Trident" (1:58)
5. "The Devil's Triangle" (2:45)
6. "Shansa" (3:12)
7. "Kill the Filthy Pirate, I Il Wait" (bevat "He's a Pirate" en "What Shall We Die For" van Klaus Badelt en Hans Zimmer) (4:50)
8. "The Dying Gull" (bevat "What Shall We Die For" van Hans Zimmer) (1:00)
9. "El Matador Del Mar" (bevat "He's a Pirate" van Klaus Badelt en Hans Zimmer) (8:05)
10. "Kill the Sparrow" (6:15)
11. "She Needs the Sea" (bevat "Jack Sparrow" en Wheel of Fortune" van Hans Zimmer) (2:32)
12. "The Brightest Star in the North" (6:00)
13. "I've Come with The Butcher's Bill" (6:40)
14. "The Power of the Sea" (4:07)
15. "Treasure" (bevat "The Black Pearl" en "I Don't Think Now Is the Best Time" van Klaus Badelt en Hans Zimmer) (5:43)
16. "My Name Is Barbossa" (bevat "One Day" en "Jack Sparrow" van Hans Zimmer) (5:34)
17. "Beyond My My Beloved Horizon" (bevat "He's a Pirate" van Klaus Badelt en Hans Zimmer) (2:40)
18. "He's a Pirate - Hans Zimmer vs. Dimitri Vegas & Like Mike" (Bonustrack) (3:30)

## Hitnoteringen

### VlaamseUltratop 200 Albums
| Hitnotering: (Week 1 t/m 4) 03-06-2017 t/m 24-06-2017 Hitnotering: (Week 5) 22-07-2017 | Hitnotering: (Week 1 t/m 4) 03-06-2017 t/m 24-06-2017 Hitnotering: (Week 5) 22-07-2017 | Hitnotering: (Week 1 t/m 4) 03-06-2017 t/m 24-06-2017 Hitnotering: (Week 5) 22-07-2017 | Hitnotering: (Week 1 t/m 4) 03-06-2017 t/m 24-06-2017 Hitnotering: (Week 5) 22-07-2017 | Hitnotering: (Week 1 t/m 4) 03-06-2017 t/m 24-06-2017 Hitnotering: (Week 5) 22-07-2017 | Hitnotering: (Week 1 t/m 4) 03-06-2017 t/m 24-06-2017 Hitnotering: (Week 5) 22-07-2017 | Hitnotering: (Week 1 t/m 4) 03-06-2017 t/m 24-06-2017 Hitnotering: (Week 5) 22-07-2017 | Hitnotering: (Week 1 t/m 4) 03-06-2017 t/m 24-06-2017 Hitnotering: (Week 5) 22-07-2017 | Hitnotering: (Week 1 t/m 4) 03-06-2017 t/m 24-06-2017 Hitnotering: (Week 5) 22-07-2017 |
| Week:                                                                                  | 1                                                                                      | 2                                                                                      | 3                                                                                      | 4                                                                                      |                                                                                        | 5                                                                                      |                                                                                        |                                                                                        |
| -------------------------------------------------------------------------------------- | -------------------------------------------------------------------------------------- | -------------------------------------------------------------------------------------- | -------------------------------------------------------------------------------------- | -------------------------------------------------------------------------------------- | -------------------------------------------------------------------------------------- | -------------------------------------------------------------------------------------- | -------------------------------------------------------------------------------------- | -------------------------------------------------------------------------------------- |
| Positie:                                                                               | 53                                                                                     | 83                                                                                     | 121                                                                                    | 128                                                                                    | uit                                                                                    | 190                                                                                    | uit                                                                                    |                                                                                        |